# Грамота господарів Іллі I та Штефана II від 17 липня 1436 року
Підтвердна грамота від 17 липня 1436 р. була видана молдавськими господарями Іллею I та Штефаном II у м. Васлуя і містить першу писемну згадку про Кишинів — столицю сучасної Республіки Молдова.
Згідно з нею співправителі пожалували своєму вірному боярину, логофету п. Ванчі села на річці Реут, а саме: Прокопинці із млином, Мачковці з пасікою, Козаровці і Білу Криницю. Щодо встановлення меж названих сіл, в грамоті, зокрема, мовилось: 
|  | и близь Быкѵ, по тои сторонѣ, на долинꙋ што падает(ь) против(ь) Акбашева Кешенева, ѹ Кръници, где ест(ь) Татарскаѧ Селища, против(ь) лѣска. |

Згаданий Акбашев, імовірно, був татарином. 
Згідно з народними переказами, джерело, згадане у тексті грамоти, починалося у підніжжі пагорба Мезераке. Перші будинки Кишинева також були побудовані навколо цього пагорба.
Оригінал грамоти зберігається у Головному архіві давніх актів у Варшаві. У жовтні 2013 року група жителів Кишинева отримала копію грамоти із Варшави та передала її Національному музею історії Молдови.